# 버네사 모건
버네사 모건(Vanessa Morgan, 1992년 3월 23일 ~ )은 캐나다의 배우이다.

## 출연 작품
- 긱 차밍 (2011)
- 프랭키와 앨리스 (2010)
- 해리엣 더 스파이: 블로그 워즈 (2010)
- 디바의 크리스마스 캐롤 (2000)